# لقلقي
العَيْهُونُ أو اللقلقي أو الغرنوقي (الاسم العلمي: Pelargonium) جنس من النباتات يتبع الفصيلة الغرنوقية من رتبة الغرنوقيات.

## أنواع اللقلقي
- لقلقي أليف الجبال
- لقلقي ترانسفالي
- لقلقي ثلاثي
- لقلقي ثلاثي الأوراق
- لقلقي ثنائي الأوراق
- لقلقي ثنائي اللون
- لقلقي جنوب أفريقي
- لقلقي حامض
- لقلقي خمري
- لقلقي رباعي الزوايا
- لقلقي زائدي
- لقلقي سميك الساق
- لقلقي شديد الرائحة
- لقلقي شعيري
- لقلقي شيهمي
- لقلقي صحراوي
- لقلقي صيفي
- لقلقي طوقي الشكل
- لقلقي طويل الأزهار
- لقلقي طويل الأوراق
- لقلقي غروي
- لقلقي قرني الأوراق
- لقلقي قلنسوي
- لقلقي كاليدوني
- لقلقي كرمي الأوراق
- لقلقي متعدد القنابات
- لقلقي متقابل الأوراق
- لقلقي مستطيل
- لقلقي مشعر
- لقلقي مفصلي
- لقلقي ملتف
- لقلقي ملعقي
- لقلقي منتشر
- لقلقي منعكس
- لقلقي منقط
- لقلقي نطاقي
- لقلقي نفاذ
- لقلقي نلسوني
- لقلقي هامشي
- لقلقي هزيل
- لقلقي واسع
- لقلقي وودي
- لقلقي جذرية
- لقلقي شاهترجية
- لقلقي شعرية
- لقلقي عديمة الرائحة
- لقلقي عرموشية
- لقلقي كبريتية
- لقلقي متطاولة
- لقلقي مدغشقرية
- لقلقي مسننة
- لقلقي مغبرة
- لقلقي إهليلجي
- لقلقي أبيض
- لقلقي أجرد
- لقلقي أحادي الزهرة
- لقلقي ألبي
- لقلقي أنيق
- لقلقي أهلب
- لقلقي بلوطي الأوراق
- لقلقي ترسي
- لقلقي جزري
- لقلقي رملي
- لقلقي رؤيسي
- لقلقي ساحلي
- لقلقي أجرد

## صور

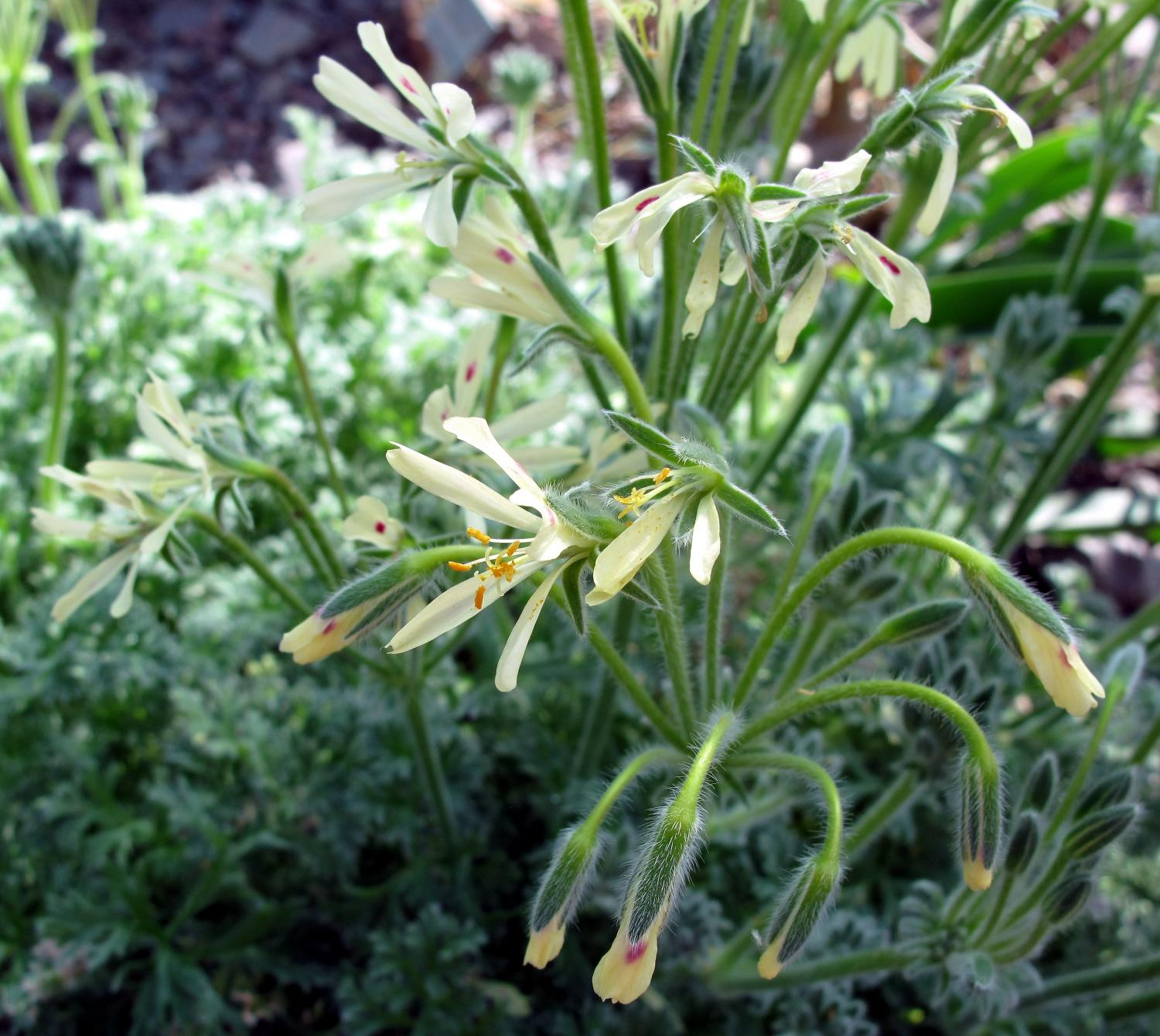
لقلقي زائدي
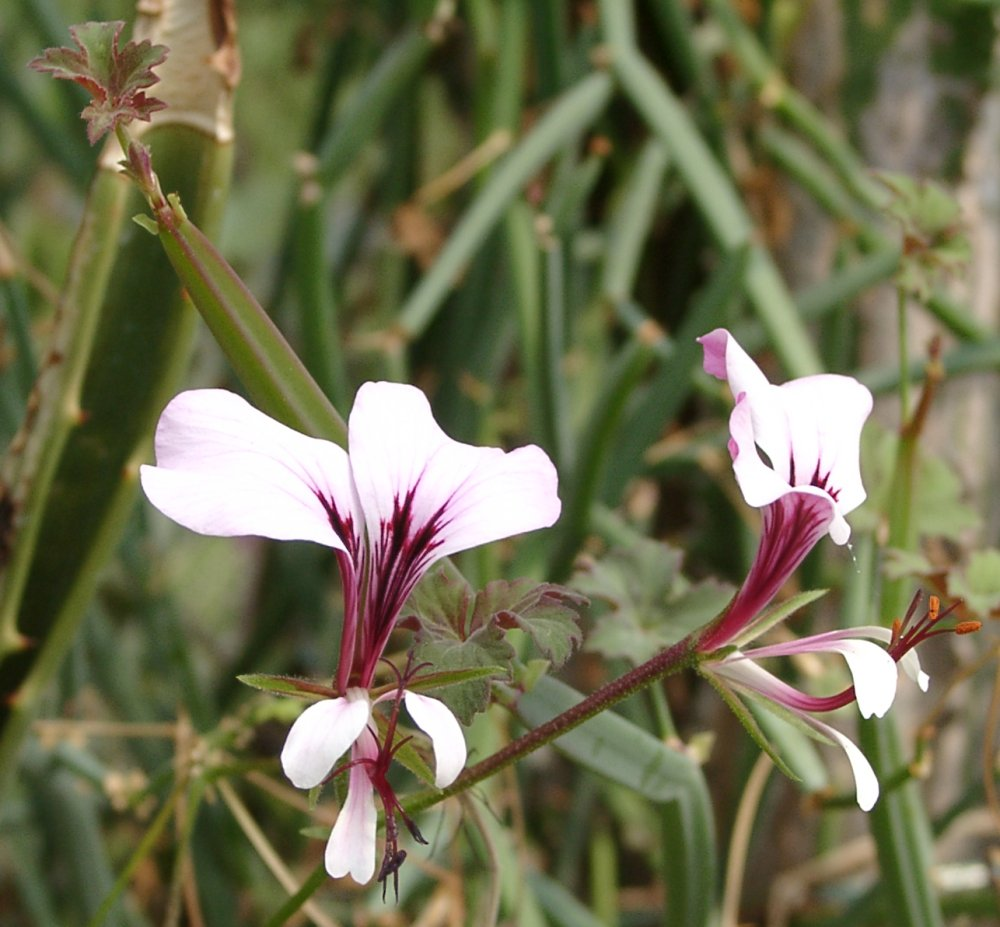
لقلقي رباعي الزوايا
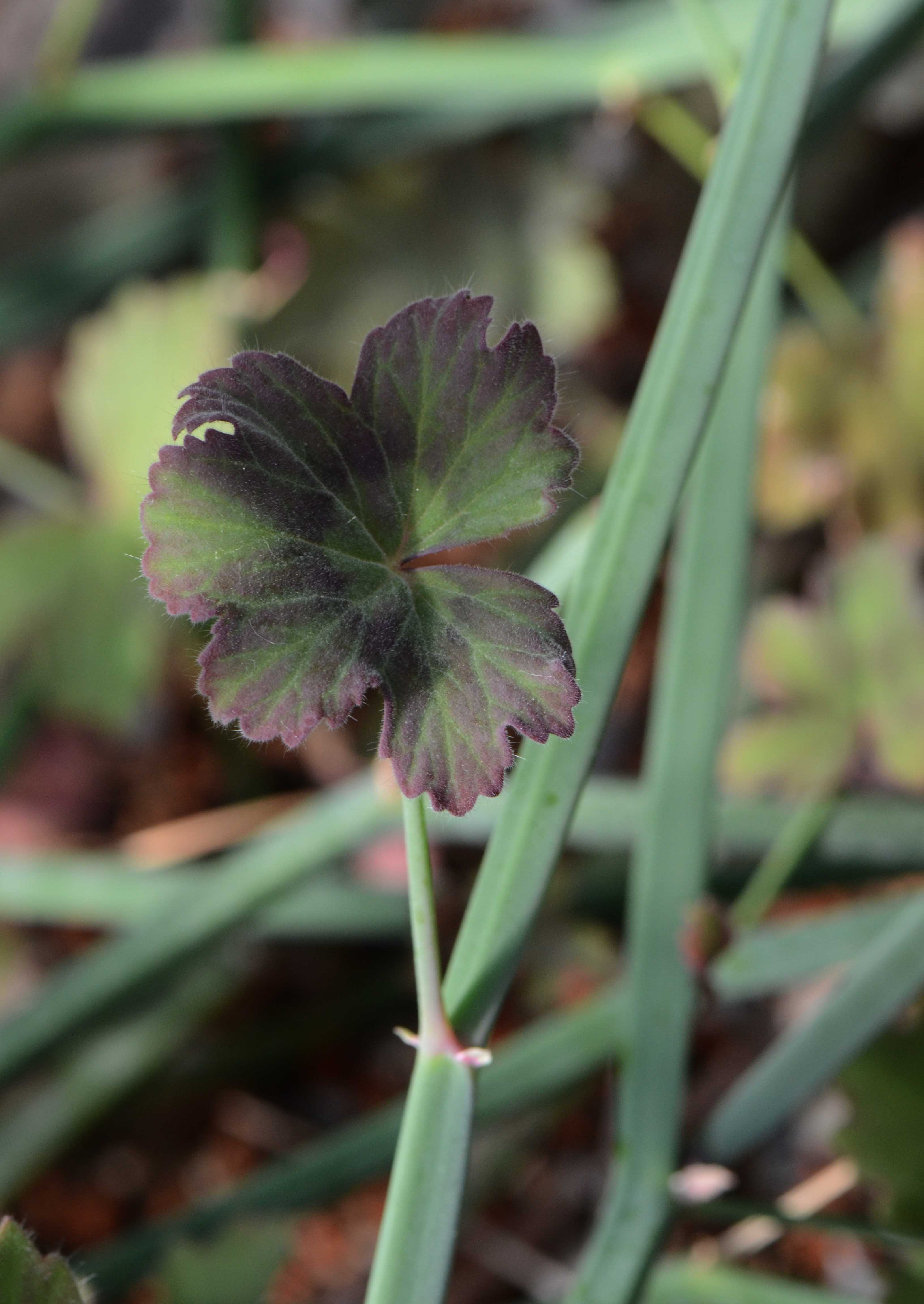
لقلقي رباعي الزوايا
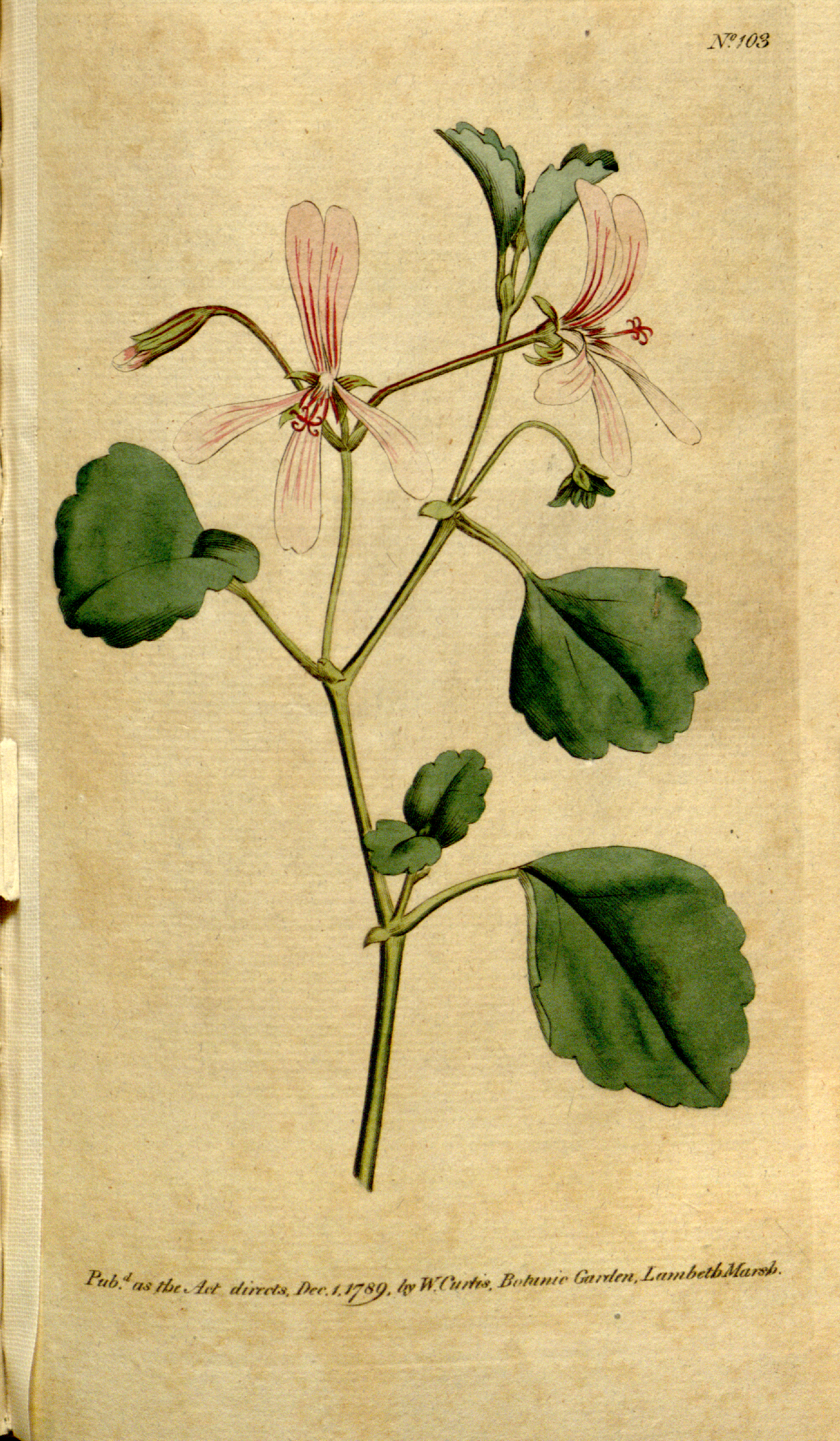
لقلقي حامض
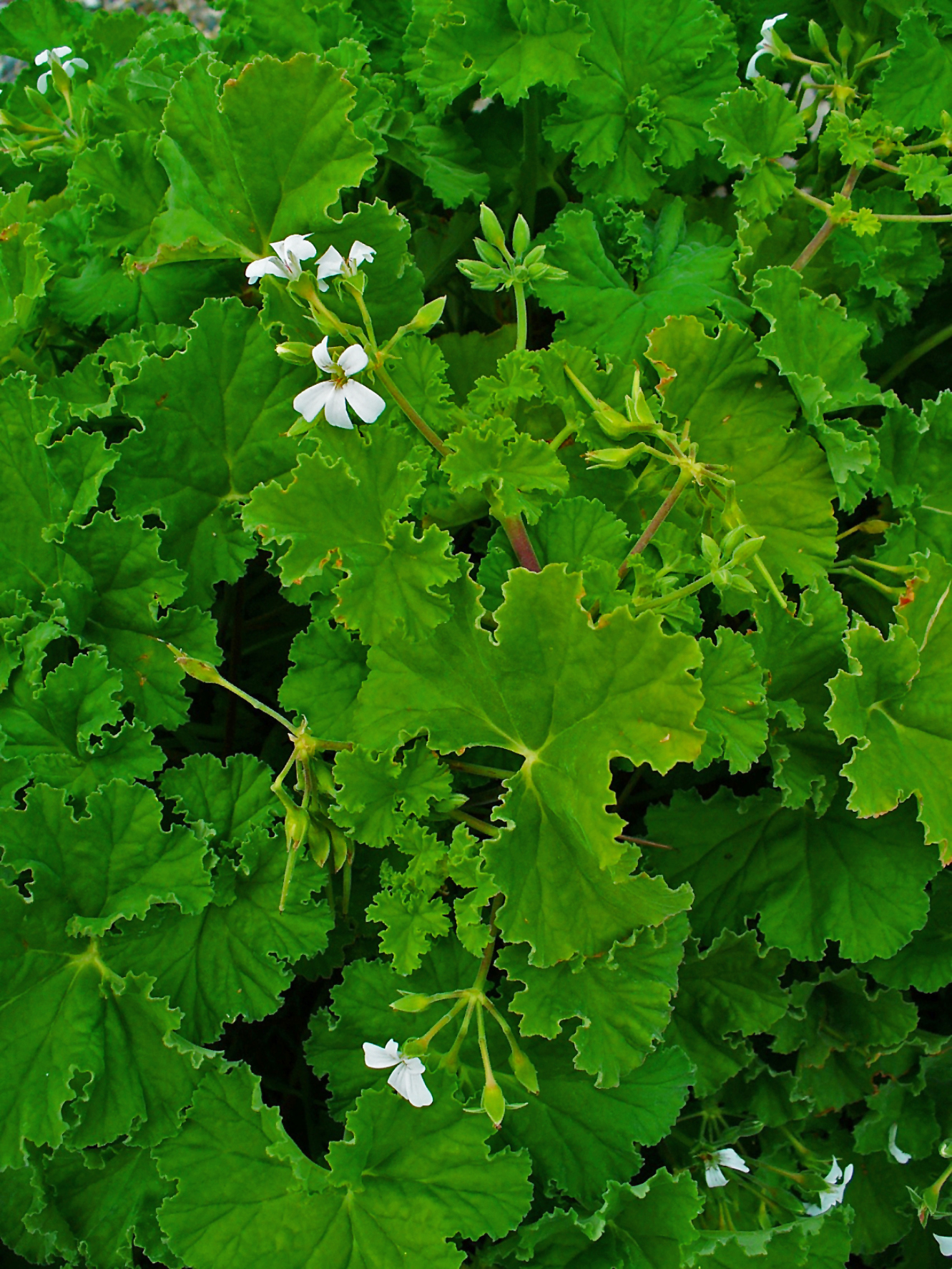
لقلقي شديد الرائحة
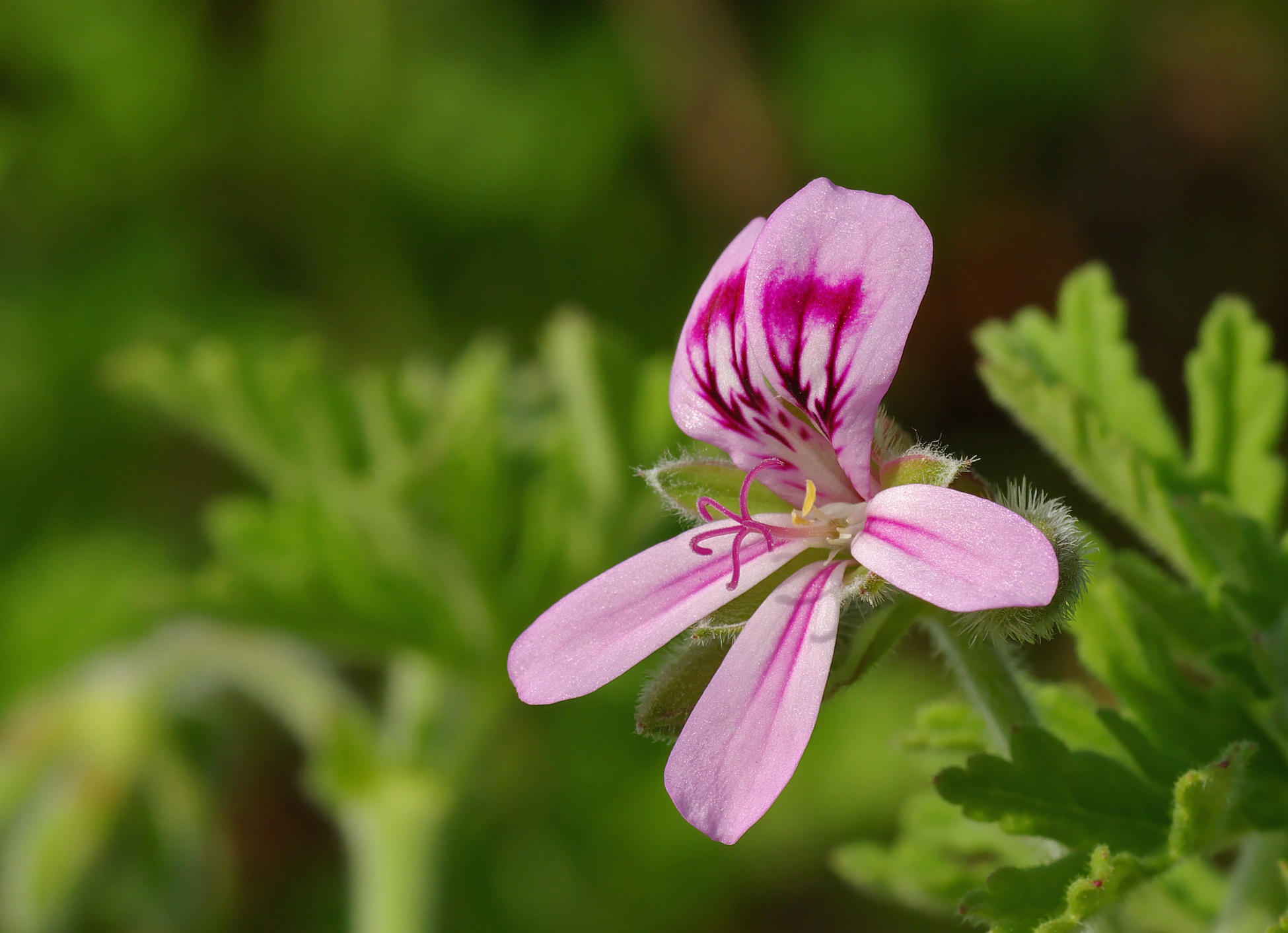
لقلقي نفاذ
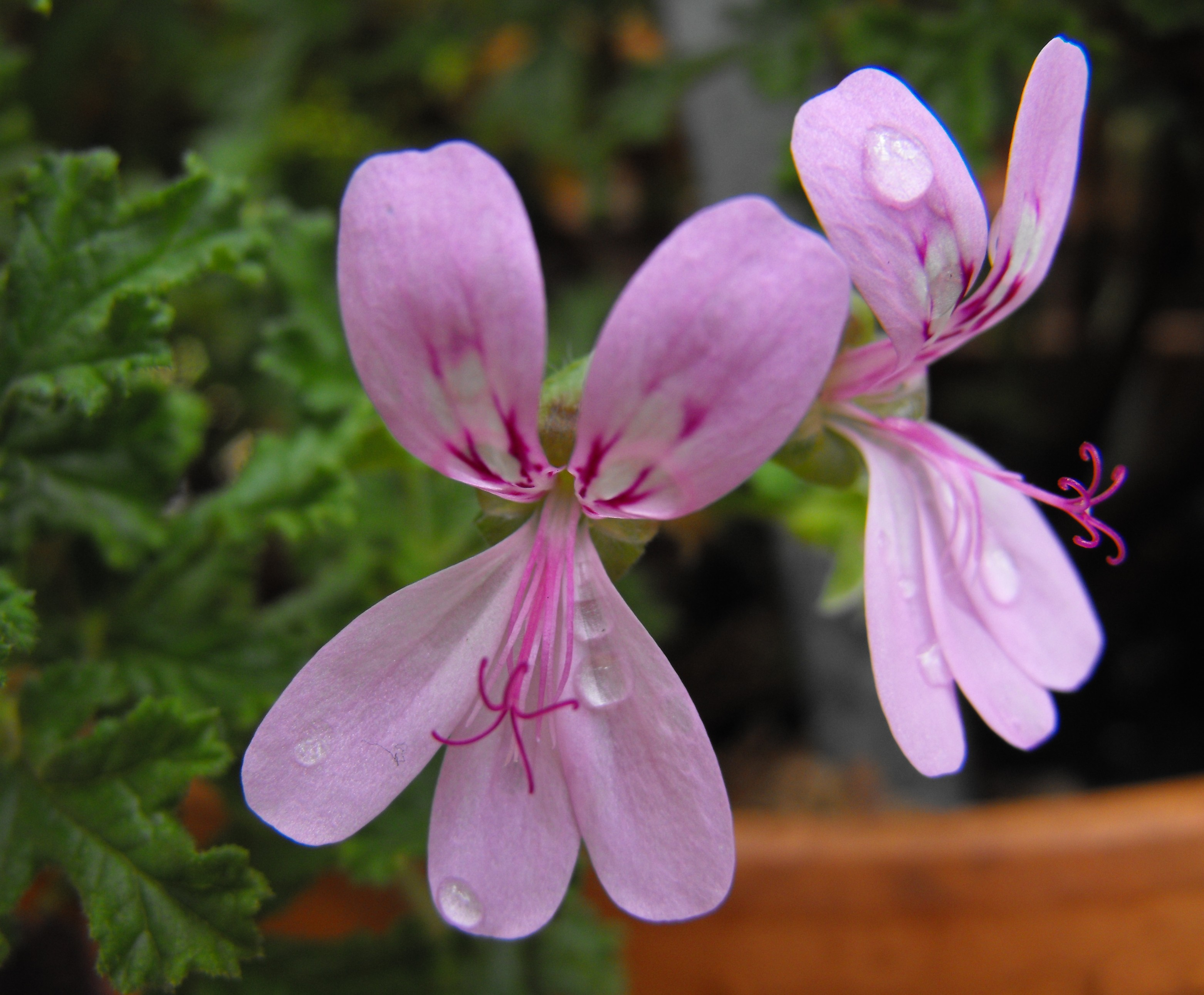
لقلقي بلوطي الأوراق
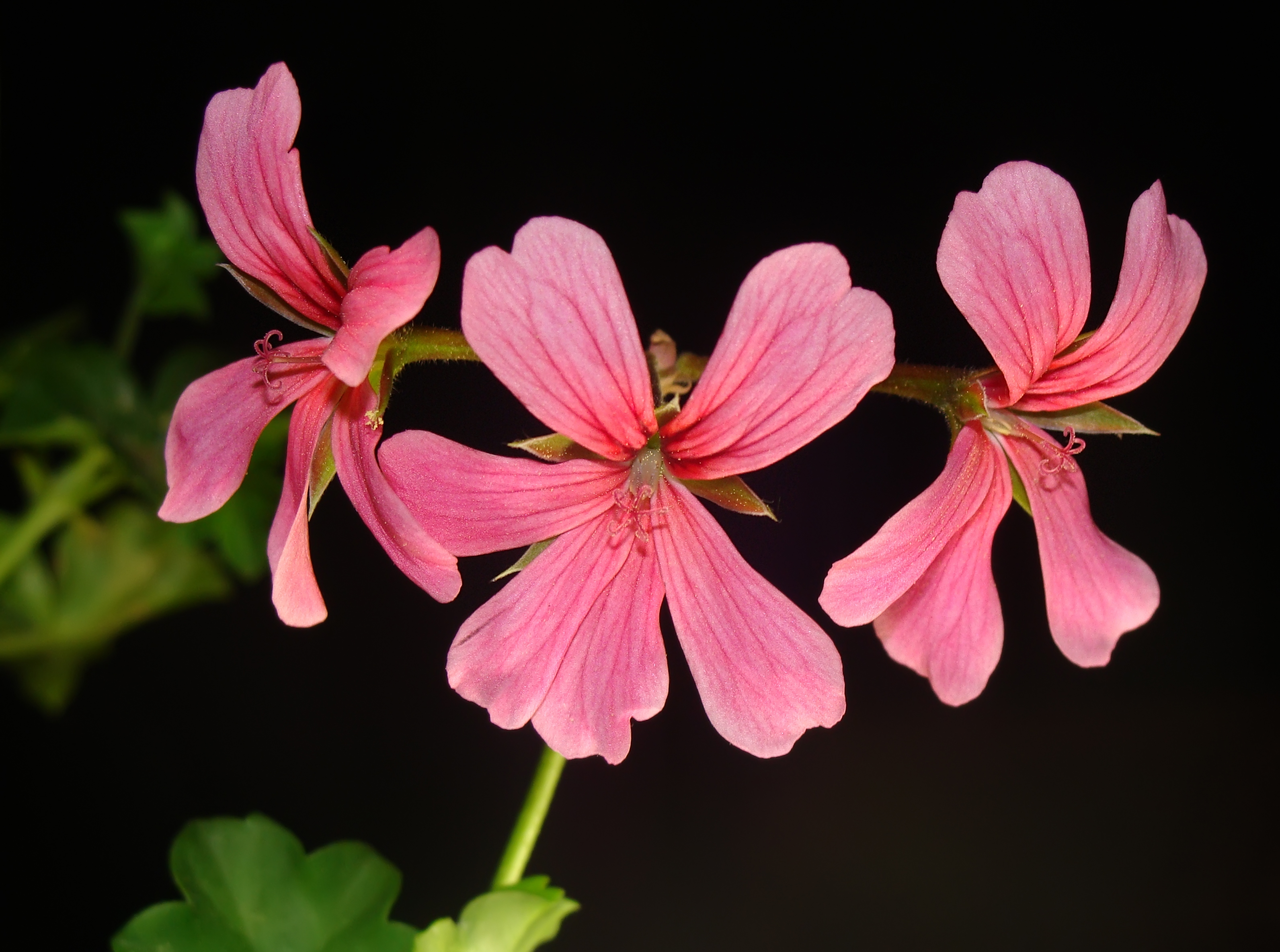
لقلقي ترسي
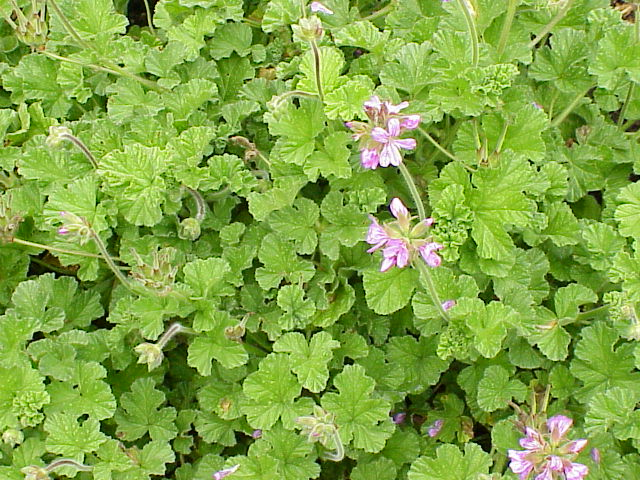
لقلقي رؤيسي
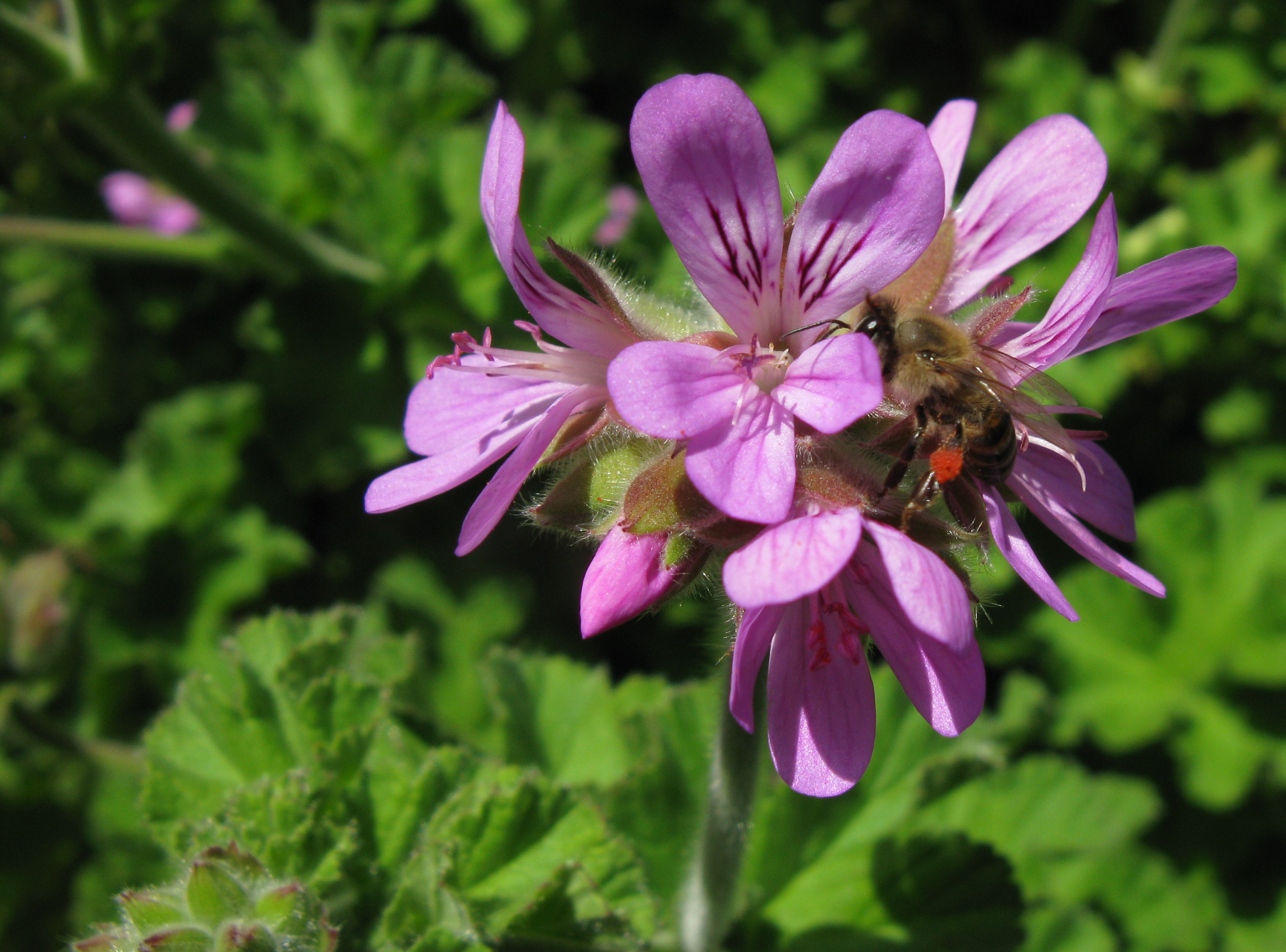
نورة اللقلقي الرؤيسي
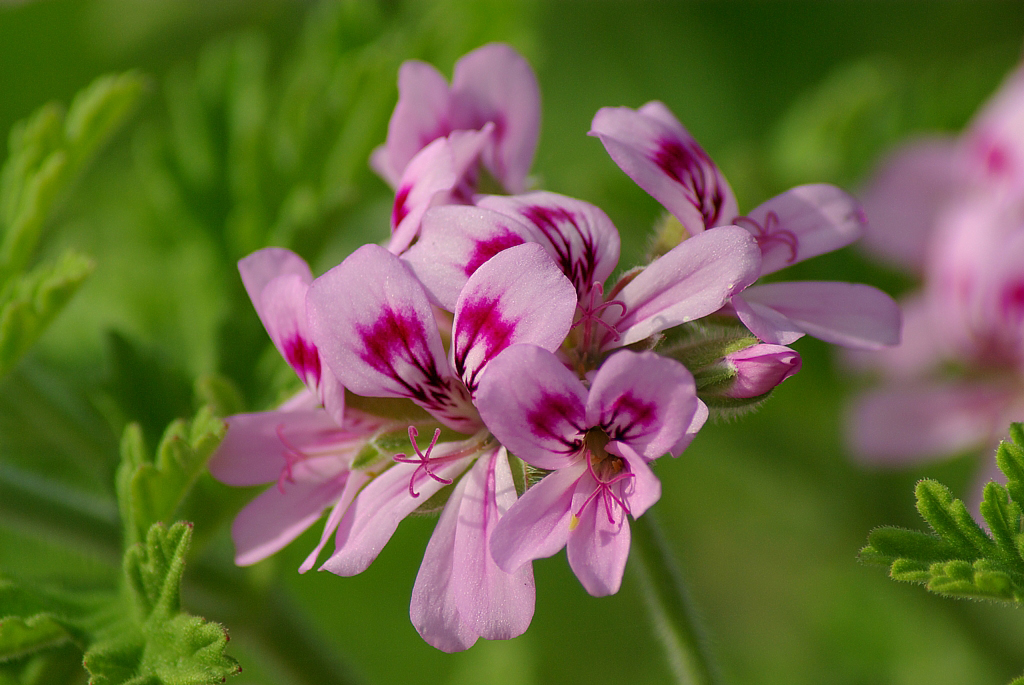
لقلقي نفاذ مزروع
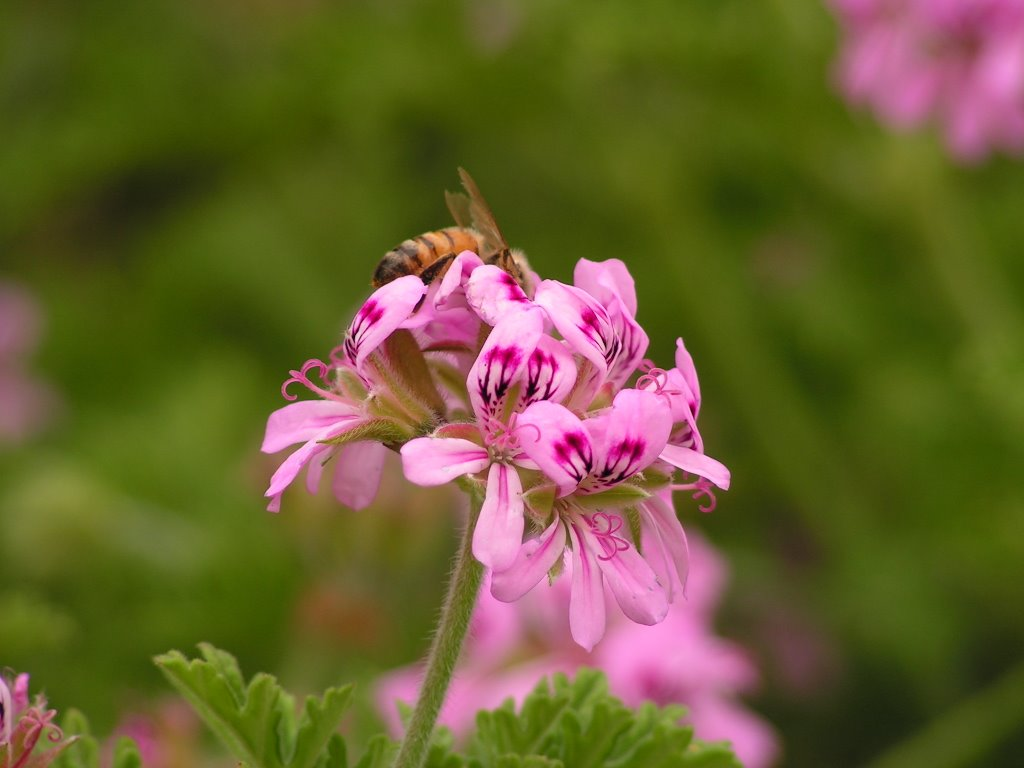
نحلة على لقلقي نفاذ مزروع
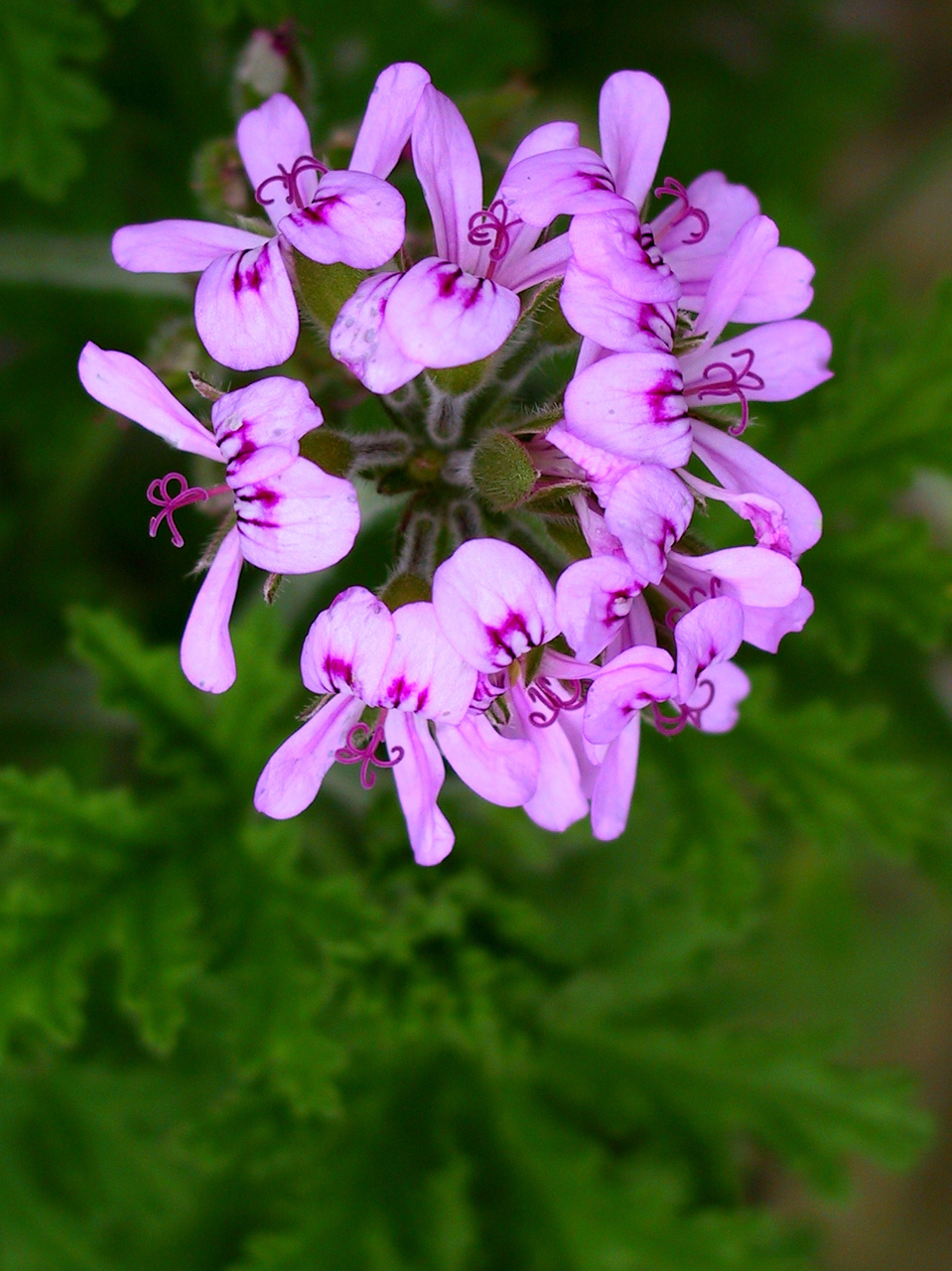
نبتة منعشة
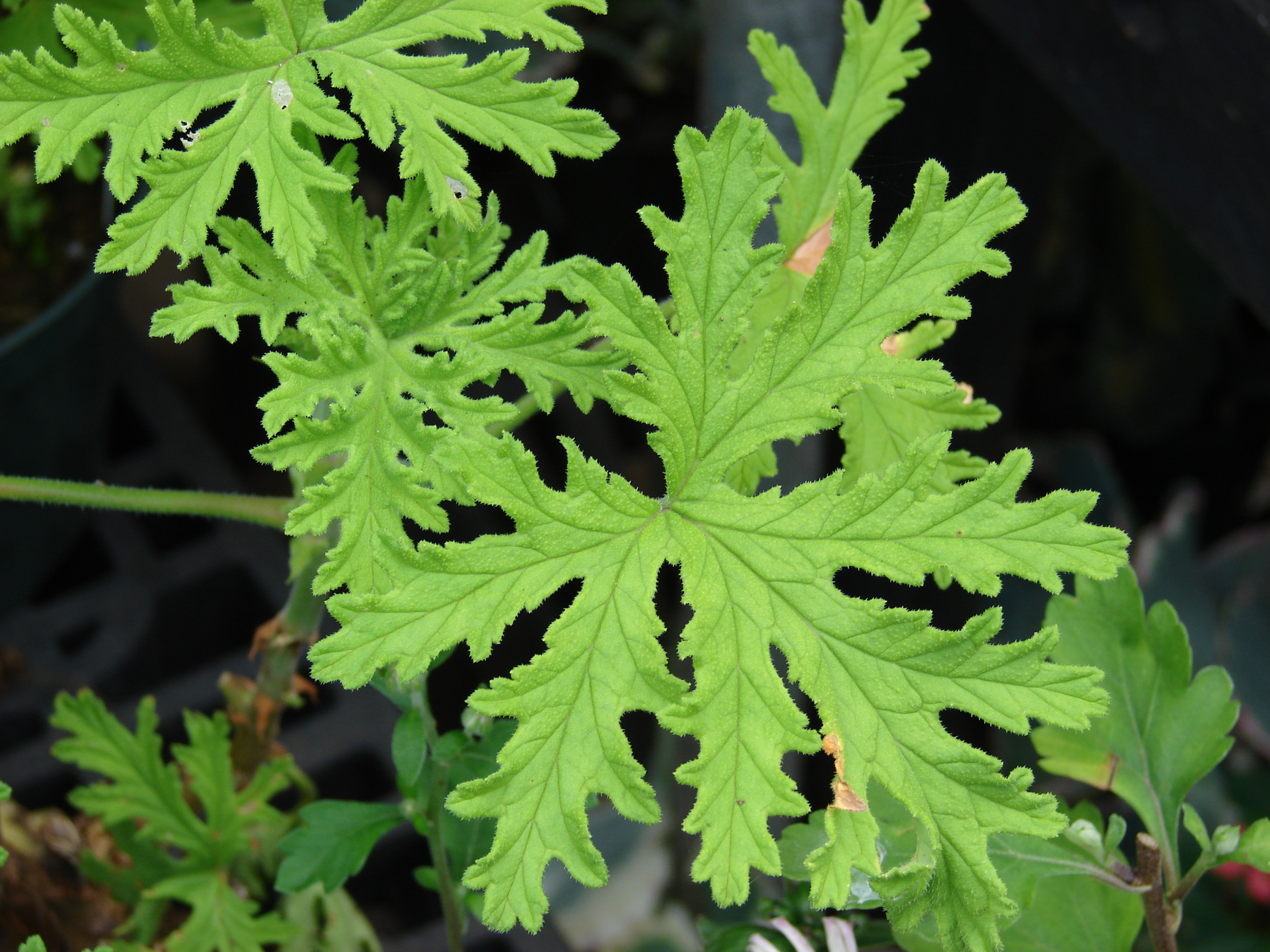
أوراقها مستعرضة يغطيها طبقة مخملية لها رائحة منعشة
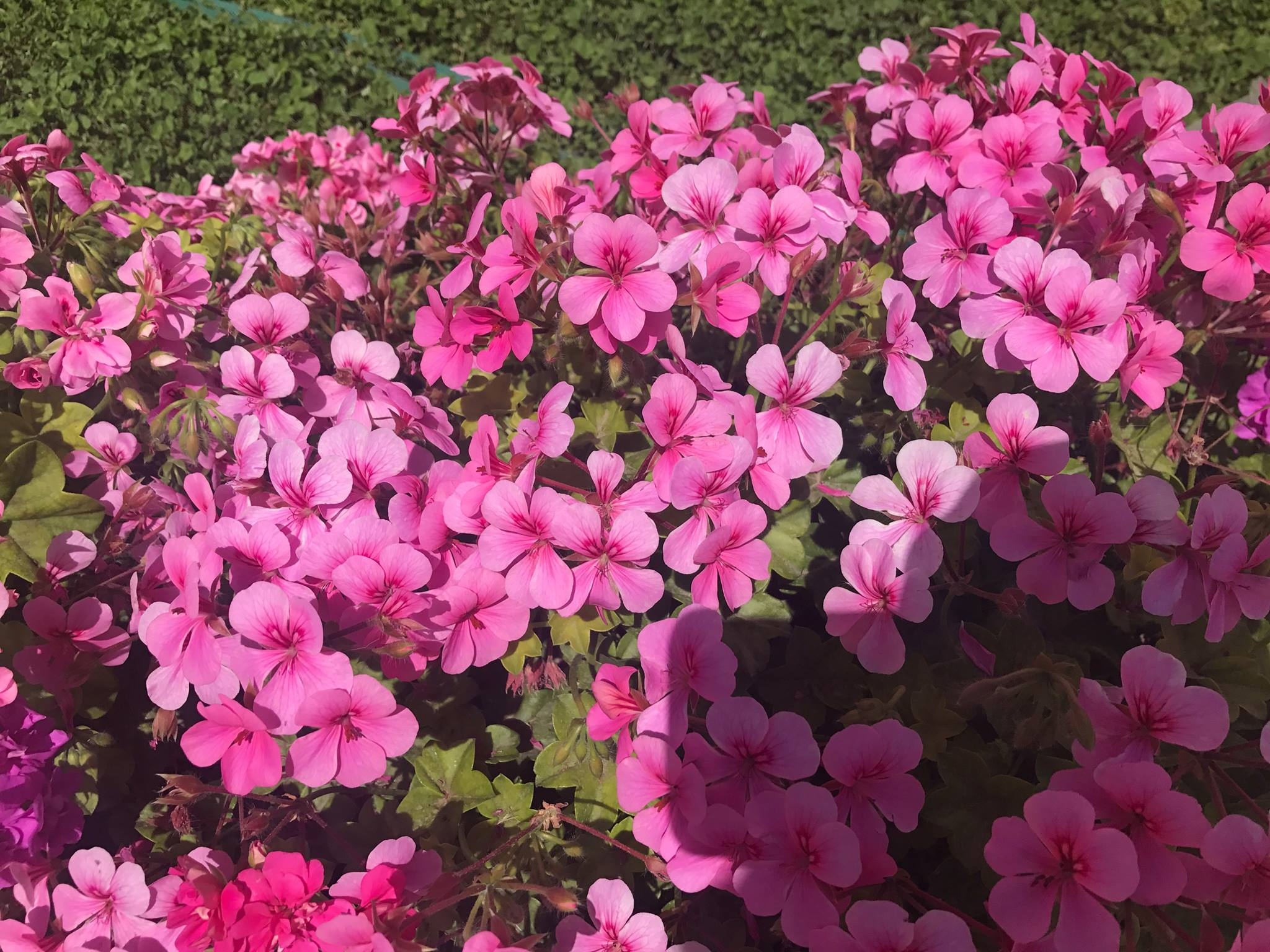